# Segovia (provins)
Segovia er en provins i  den sydlige del af den autonome region Castilien og Leon i  Spanien. Den grænser til provinserne Burgos, Soria, Guadalajara, Ávila, Valladolid og regionen Madrid. Den dækker et område på 6.796 km². 
Provinsen har omkring 165.000 indbyggere og en tredjedel af disse bor i provinshovedstaden Segovia. Af de 209 kommuner i provinsen har mere end halvdelen af landsbyerne under 200 indbyggere.